# Геллес

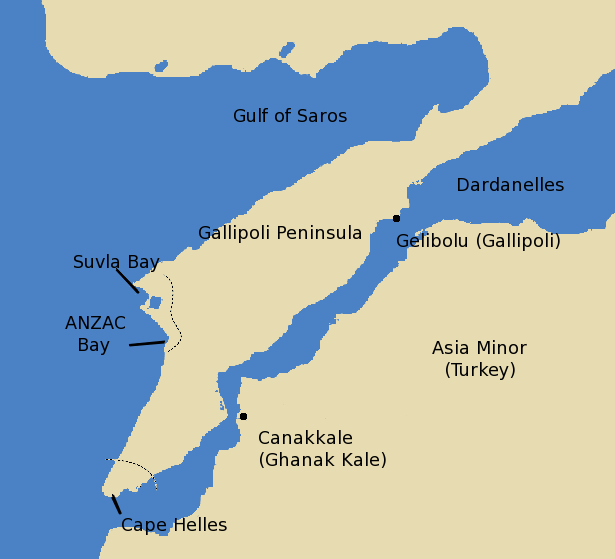
Ключевые места Дарданелльской операции Первой мировой войны

Геллес (Хеллес, тур. Helas Burnu, Hallesi, англ. Cape Helles, греч. Ακρωτήριο της Έλλης — «мыс Геллы»), также Мехметчик (тур. Mehmetçik Burnu — «мехметчик», собирательное прозвище турецкого солдата), Ильясбаба (Ilyas Burnu, İlyasbaba Burnu) — скалистый мыс в Турции, на северном берегу пролива Дарданеллы, на юго-западной оконечности Галлипольского полуострова. Расположен к западу от бухты Эртогрул, между мысами Теке и Кале, напротив мыса Кумкале, в месте, где заканчивается пролив Дарданеллы и начинается Эгейское море. Мыс Геллес являлся ареной ожесточённых боёв между османскими и британскими войсками в 1915 году во время Дарданелльской операции Первой мировой войны. 27 мая у мыса Геллес немецкой подлодкой U-21 был потоплен броненосец «Маджестик». В настоящее время на мысу находятся мемориалы и военные кладбища погибших в ходе этих боёв солдат и офицеров.
Является центральным из трёх мысов на участке длиной 2 км. К северо-востоку расположен мыс Теке, который отождествляется с античным мысом Мастусия (др.-греч. Μαστουσία ἄκρα, лат. Mastusia). В 1 км к востоку у мыса Кале, который  венецианцы называли Капо-Греко (итал. Capo Greco — «греческий мыс»), расположена деревня Седдюльбахир с руинами крепости.

## Маяк Мехметчик
В 1856 году французами был построен маяк Мехметчик (Mehmetçik Feneri) . Высота маяка составляет 50 метров над уровнем моря, а высота каменной башни — 25 метров. Маяк мигает белым светом каждые 5 секунд (Fl W 5s). Дальность видимости маяка 19 морских миль. Установлена электрическая лампа 1000 Вт. Маяк и здание охраны находятся под охраной Управления береговой безопасности Министерства транспорта и связи Турции как национальное достояние.